# ハンドレ・ポラード
ハンドレ・ポラード（Handré Pollard、1994年3月11日 - ）は、南アフリカ共和国・西ケープ州出身のラグビーユニオン選手。ユナイテッド・ラグビーチャンピオンシップ・ブルー・ブルズ所属。南アフリカ代表。基本的なポジションはフライハーフだが、センターとしてもプレーする。

## 経歴

### 国内
ユース世代はケープタウンのウェスタン・プロヴィンスでプレーし、U-13世代以降の代表を経験。2012年7月にプレトリアのブルー・ブルズに加入、平行してプレトリア大学のラグビー部「UP Tuks」でもプレー、注目を集める。
ブルー・ブルズとは2017年、さらに2019年まで 契約を延長。2014年からはブルー・ブルズが主体となって結成されたスーパーラグビー・ブルズでもプレーする。
2015年6月、ブルー・ブルズは、ポラードが2015年11月から2016年1月までの3か月契約で日本のトップリーグ・NTTドコモレッドハリケーンズに加わることを発表。2016年のスーパーラグビーのシーズンに合わせた短期契約ではあったが日本でもプレーした。

### 国際大会
2014年のIRBジュニア世界選手権終了時に、代表に招集 。フライハーフのパトリック・ランビーとヨハン・グーセンが負傷し、モルネ・スタインが所属クラブのスタッド・フランセ側の理由で離脱したという事情もあり、スコットランドとのテストマッチの先発メンバーとして起用されるために招集されたものであった。2014年6月28日にポートエリザベスでデビューし、13得点（5回のコンバージョンとペナルティ）を挙げ、55-6の勝利に貢献した。
同年のザ・ラグビーチャンピオンシップのメンバーにも招集され 、ロフタス・ヴァースフェルドでのアルゼンチンとの開幕戦を含め、6試合中5試合で先発出場を果たす。しかし、2016年2月、膝靭帯損傷により長期の戦線離脱 。
ポラードは、2019年のラグビーワールドカップに臨む南アフリカ代表に選出 。大会を通じて2回のコンバージョンと6回のペナルティを記録し、チームの3大会ぶり3度目の優勝に貢献した。

## 代表での成績
ポラードのテスト試合記録は以下の通り

### 代表戦でのトライ
| トライ | 対戦チーム       | 都市                         | 会場                                           | 大会               | 日付           | 結果   |
| ------ | ---------------- | ---------------------------- | ---------------------------------------------- | ------------------ | -------------- | ------ |
| 1      | ニュージーランド | ヨハネスブルグ、南アフリカ   | エリスパーク                                   | 2014ラグビー選手権 | 2014年10月4日  | ◯27-25 |
| 2      | ニュージーランド | ヨハネスブルグ、南アフリカ   | エリスパーク                                   | 2014ラグビー選手権 | 2014年10月4日  | ◯27-25 |
| 3      | ウェールズ       | カーディフ、ウェールズ       | ミレニアムスタジアム                           |                    | 2017年12月2日  | ●22-24 |
| 4      | スコットランド   | エディンバラ、スコットランド | マレーフィールド                               |                    | 2018年11月17日 | ◯26-20 |
| 5      | アルゼンチン     | サルタ、アルゼンチン         | エスタディオ・パドレ・エルネスト・マルテレーナ | 2019ラグビー選手権 | 2019年8月10日  | ◯13-46 |
| 6      | アルゼンチン     | サルタ、アルゼンチン         | エスタディオ・パドレ・エルネスト・マルテレーナ | 2019ラグビー選手権 | 2019年8月10日  | ◯13-46 |